# Jou-sous-Monjou
Jou-sous-Monjou (okzitanisch: Jòu jos Monjòu) ist ein französischer Ort und eine Gemeinde mit 107 Einwohnern (Stand: 1. Januar 2022) im Département Cantal in der Region Auvergne-Rhône-Alpes. Die Gemeinde gehört zum Arrondissement Aurillac und zum Kanton Vic-sur-Cère.

## Lage
Jou-sous-Monjou gehört zur historischen Region des Carladès und liegt etwa 22 Kilometer ostnordöstlich vom Stadtzentrum von Aurillac. Umgeben wird Jou-sous-Monjou von den Nachbargemeinden Saint-Clément im Norden, Pailherols im Osten, Raulhac im Süden, Badailhac im Südwesten sowie Vic-sur-Cère im Westen und Nordwesten.

## Bevölkerungsentwicklung
| Jahr                       | 1962 | 1968 | 1975 | 1982 | 1990 | 1999 | 2006 | 2011 | 2016 |
| Einwohner                  | 299  | 247  | 202  | 168  | 143  | 136  | 116  | 114  | 106  |
| Quellen: Cassini und INSEE |      |      |      |      |      |      |      |      |      |

## Sehenswürdigkeiten
- Kirche Notre-Dame-de-l'Assomption, seit 1925 Monument historique

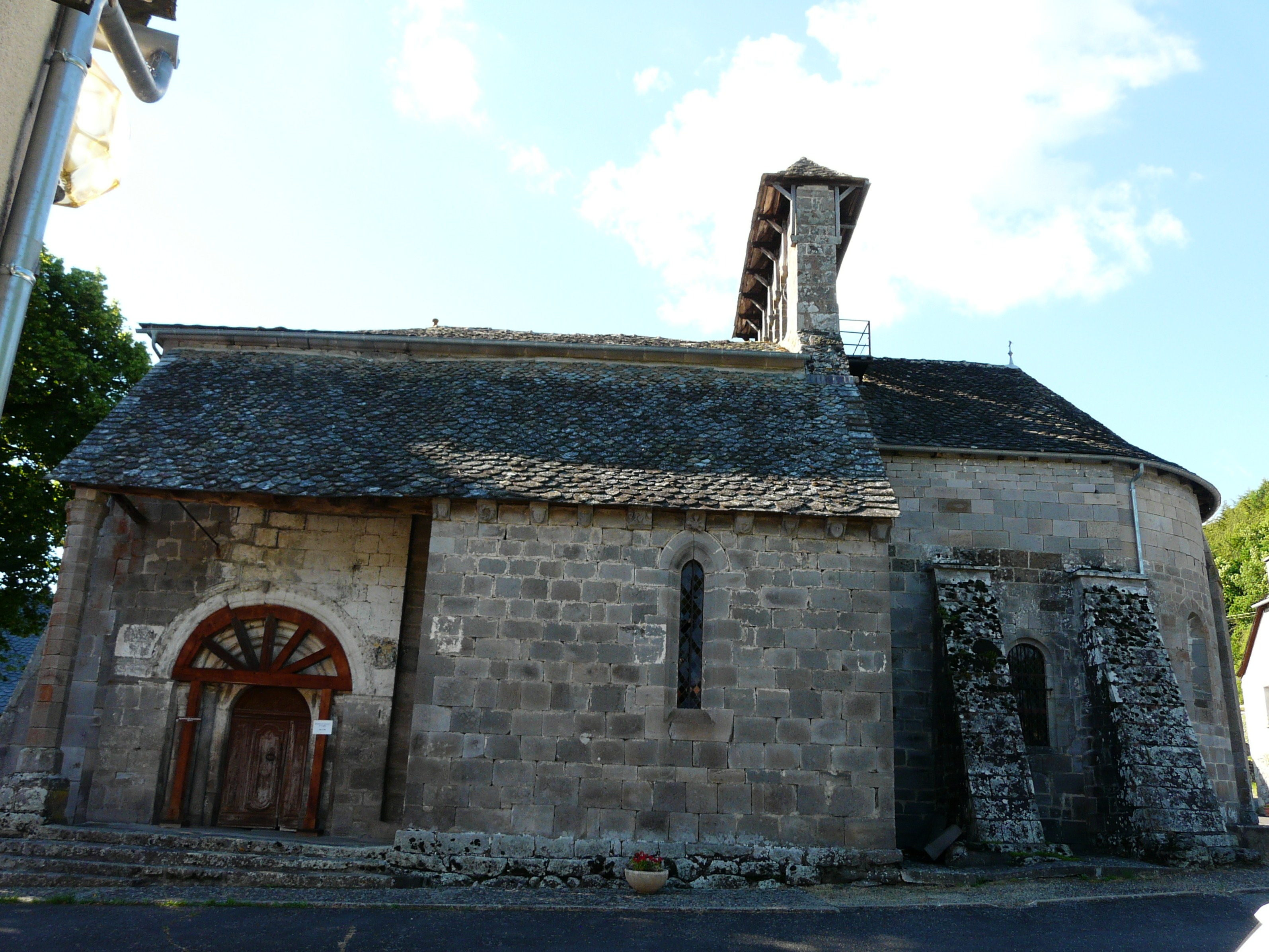
Kirche Notre-Dame-de-l'Assomption